# Chelsea Peretti
Chelsea Peretti (Oakland, 20 febbraio 1978) è un'attrice e sceneggiatrice statunitense.
Chelsea Peretti è nota particolarmente per il suo ruolo nei panni di Gina Linetti nella serie televisiva Brooklyn Nine-Nine. 

## Biografia
Peretti nasce ad Oakland, in California, nel 1978, figlia di un avvocato e pittore amatoriale d'origini per metà italiane e per metà inglesi e di un'insegnante. Ha due fratelli maggiori ed una sorella, uno dei quali è l'imprenditore Jonah Peretti, cofondatore di BuzzFeed e The Huffington Post. 
Studia presso il Barnard College, trascorrendo un anno alla Royal Holloway di Londra prima di laurearsi nel 2000. Dopo la fine degli studi, si trasferì a Los Angeles, dove cominciò a lavorare come attrice e sceneggiatrice per diverse serie TV, tra cui Louie e Parks and Recreation. Peretti è nota soprattutto per il suo personaggio di Gina Linetti nella serie TV Brooklyn Nine-Nine, un ruolo che ha interpretato per sei anni dal 2013 al 2019.

### Vita privata
È amica di infanzia di Andy Samberg, suo collega in Brooklyn Nine-Nine, con cui frequentò le elementari.
Fidanzata con Jordan Peele dal 2013, la coppia si è sposata nel 2015 e ha avuto un figlio nel 2017.

## Filmografia

### Attrice

#### Cinema
- Vite da popstar (Popstar: Never Stop Never Stopping), regia di Akiva Schaffer e Jorma Taccone (2016)
- Game Night - Indovina chi muore stasera? (Game Night), regia di John Francis Daley e Jonathan M. Goldstein (2018)
- The Photograph - Gli scatti di mia madre (The Photograph), regia di Stella Meghie (2020)

#### Televisione
- Louie - serie TV, 1 episodio (2010)
- Parks and Recreation - serie TV, 1 episodio (2012)
- Brooklyn Nine-Nine - serie TV, 107 episodi (2013-2019)
- Drunk History - serie TV, 1 episodio (2015)
- New Girl - serie TV, 1 episodio (2016)
- Girls - serie TV, 1 episodio (2017)
- Another Period - serie TV, 1 episodio (2018)

### Doppiatrice
- China, IL - serie TV, 14 episodi (2011-2015)
- Gravity Falls - serie TV, 1 episodio (2015)
- Animals - serie TV, 1 episodio (2016)
- Big Mouth - serie TV, 11 episodi (2017-2019)
- I Simpson - serie TV, 1 episodio (2019)
- American Dad! - serie TV, 2 episodi (2018-2019)
- Sing 2 - Sempre più forte, regia di Garth Jennings (2021)

### Sceneggiatrice
- Parks and Recreation - serie TV, 2 episodi (2011-2012)

## Doppiatrici italiane
Da attrice è sostituita da:
- Antonella Baldini in Game Night - Indovina chi muore stasera?
- Federica D'Amico in Brooklyn Nine-Nine
- Eleonora Reti in The Photograph - Gli scatti di mia madre

Da doppiatrice è sostituita da:
- Barbara Pitotti in China, IL
- Valentina Faraoni in Big Mouth
- Selvaggia Quattrini in Sing 2 - Sempre più forte
- Valentina Mari in Mio papà a caccia di alieni
- Ilaria Latini in The Great North